# FIBA Europe Cup 2015-2016
La FIBA Europe Cup 2015-2016 è stata la prima stagione della FIBA Europe Cup, la nuova competizione europea di pallacanestro per club organizzata dalla FIBA Europe, che ha sostituito l'EuroChallenge. Il trofeo è stato vinto dai tedeschi degli Skyliners Frankfurt, che hanno superato nella finale di Chalon-sur-Saône gli italiani della Pallacanestro Varese.

## Formula
Inizialmente la FIBA Europe aveva ipotizzato una competizione tra 64 squadre, divise in 16 gironi da quattro. Successivamente, in base alle iscrizioni, il numero di partecipanti è sceso a 56 squadre, divise in 14 gironi da quattro. Nella fase Round of 32 la prima e la seconda di ogni girone, più le quattro migliori terze, giocano nuovamente in gironi da quattro squadre. A partire dai Last 16 Play-Offs, invece, la competizione si svolge in turni di play-off. Il torneo si conclude con una Final Four dal 29 aprile al 1º maggio 2016.

## Squadre partecipanti
La scadenza per iscriversi alla competizione era il 30 luglio 2015. Questa è la lista dei partecipanti, comunicata dalla FIBA Europe il 3 agosto 2015.
- Güssing Knights (1°)
- Kapfenberg Bulls (3°)
- Ostenda (1°)
- Mons-Hainaut (2°)
- RC Antwerp (6°)
- Cmoki Minsk (1°)
- Academic Sofia (1°)
- Rilski Sportist Samokov (4°)
- AEK Larnaca (1°)
- ETHA Engomis (4°)
- Cibona Zagabria (11°)
- Bakken Bears (2°)
- Tartu Ülikool/Rock (1°)
- Kalev/Cramo (2°)
- Kataja (1°)
- KTP-Basket (3°)
- ASVEL Lyon-Villeurbanne (5°)
- STB Le Havre (6°)
- Élan Sportif Chalonnais (8°)
- Skyliners Frankfurt (6°)
- Hibernia
- Maccabi Rishon LeZion (4°)
- Cantù (7°)
- Varese (11°)
- Astana (1°)
- Prishtina (1°)
- Ventspils (2°)
- Juventus Utena (3°)
- Pieno žvaigždės (5°)
- Šiauliai (7°)
- Kumanovo (2°)
- SPM Shoeters (1°)
- Donar Groningen (2°)
- ZZ Leiden (3°)
- Turów Zgorzelec (2°)
- Rosa Radom (4°)
- Śląsk Wrocław (6°)
- Benfica (1°)
- FC Porto (1° (Proliga))
- ČEZ Nymburk (1°)
- Energia Târgu-Jiu (3°)
- Enisey Krasnojarsk (11°)
- Rieker Komárno (1°)
- Inter Bratislava (3°)
- Šentjur (1°)
- Krka Novo Mesto (3°)
- Helios Domžale (4°)[3]
- Zlatorog Laško (5°)
- Södertälje Kings (1°)
- Borås (3°)
- Türk Telekom (7°)
- Gaziantep (10°)
- Chimik (1°)
- Sopron (4°)
- Falco Szombathely (6°)
- Körmend (10°)

## Regular season
Le 56 squadre qualificate sono suddivise geograficamente in due conference (est e ovest) e in quattro fasce in base alla partecipazione e ai risultati nelle coppe europee negli ultimi anni, così come in base al posizionamento nei rispettivi campionati nell'ultima stagione.
| Conference | Gruppo | 1ª fascia         | 2ª fascia          | 3ª fascia       | 4ª fascia          |
| ---------- | ------ | ----------------- | ------------------ | --------------- | ------------------ |
| 1          | A      | ASVEL             | Mons-Hainaut       | Donar Groningen | Körmend            |
| 1          | B      | Cibona Zagabria   | Anversa Giants     | Benfica         | Soproni            |
| 1          | C      | Ostenda           | Södertälje         | Pall. Varese    | Falco Szombathely  |
| 1          | D      | Élan Chalon       | Den Bosch          | Güssing Knights | Zlatorog Laško     |
| 1          | E      | Pall. Cantù       | Le Havre           | Borås Basket    | Kapfenberg Bulls   |
| 1          | F      | ČEZ Nymburk       | Bakken Bears       | Šentjur         | Hibernia           |
| 1          | G      | Skyl. Francoforte | Krka Novo mesto    | Leida           | Porto              |
| 2          | H      | Kalev/Cramo       | Enisey Krasnojarsk | Akademik Sofia  | Mac. Rishon LeZion |
| 2          | I      | Turów Zgorzelec   | Ventspils          | Helios Domžale  | Pieno žvaigždės    |
| 2          | J      | Türk Telekom      | KTP-Basket         | Rosa Radom      | Kumanovo           |
| 2          | K      | Energia Târgu Jiu | Astana             | AEK Larnaca     | Pristina           |
| 2          | L      | Tartu Ülikooli    | Chimik Južnyj      | ETHA Engomis    | Juventus Utena     |
| 2          | M      | Gaziantep BŞB     | Šiauliai           | Śląsk Breslavia | Inter Bratislava   |
| 2          | N      | Cmoki Minsk       | Joensuun Kataja    | Rilski Sportist | Komárno            |

| Qualificata al Round of 32 |
| Eliminata                  |

### Conference 1

#### Gruppo A
|    | Squadra         | P.ti | G | V | P | PF  | PS  | DP  |
| -- | --------------- | ---- | - | - | - | --- | --- | --- |
| 1. | ASVEL           | 11   | 6 | 5 | 1 | 514 | 416 | +98 |
| 2. | Mons-Hainaut    | 9    | 6 | 3 | 3 | 489 | 468 | +21 |
| 3. | Donar Groningen | 8    | 6 | 2 | 4 | 414 | 477 | -63 |
| 4. | Körmend         | 8    | 6 | 2 | 4 | 443 | 499 | -56 |

#### Gruppo B
|    | Squadra         | P.ti | G | V | P | PF  | PS  | DP  |
| -- | --------------- | ---- | - | - | - | --- | --- | --- |
| 1. | Anversa Giants  | 12   | 6 | 6 | 0 | 499 | 428 | +71 |
| 2. | Cibona Zagabria | 9    | 6 | 3 | 3 | 453 | 473 | -20 |
| 3. | Benfica         | 8    | 6 | 2 | 4 | 467 | 447 | +20 |
| 4. | Soproni         | 7    | 6 | 1 | 5 | 409 | 480 | -71 |

#### Gruppo C
|    | Squadra           | P.ti | G | V | P | PF  | PS  | DP  |
| -- | ----------------- | ---- | - | - | - | --- | --- | --- |
| 1. | Ostenda           | 10   | 6 | 4 | 2 | 473 | 438 | +35 |
| 2. | Pall. Varese      | 9    | 6 | 3 | 3 | 493 | 459 | +34 |
| 3. | Södertälje        | 9    | 6 | 3 | 3 | 438 | 439 | -1  |
| 4. | Falco Szombathely | 8    | 6 | 2 | 4 | 415 | 483 | -68 |

#### Gruppo D
|    | Squadra         | P.ti | G | V | P | PF  | PS  | DP  |
| -- | --------------- | ---- | - | - | - | --- | --- | --- |
| 1. | Élan Chalon     | 11   | 6 | 5 | 1 | 530 | 438 | +92 |
| 2. | Güssing Knights | 9    | 6 | 3 | 3 | 470 | 478 | -8  |
| 3. | Den Bosch       | 8    | 6 | 2 | 4 | 421 | 449 | -28 |
| 4. | Zlatorog Laško  | 8    | 6 | 2 | 4 | 430 | 486 | -56 |

#### Gruppo E
|    | Squadra          | P.ti | G | V | P | PF  | PS  | DP  |
| -- | ---------------- | ---- | - | - | - | --- | --- | --- |
| 1. | Le Havre         | 10   | 6 | 4 | 2 | 455 | 431 | +24 |
| 2. | Pall. Cantù      | 9    | 6 | 3 | 3 | 502 | 484 | +18 |
| 3. | Borås Basket     | 9    | 6 | 3 | 3 | 492 | 504 | -12 |
| 4. | Kapfenberg Bulls | 8    | 6 | 2 | 4 | 457 | 487 | -30 |

#### Gruppo F
|    | Squadra      | P.ti | G | V | P | PF  | PS  | DP   |
| -- | ------------ | ---- | - | - | - | --- | --- | ---- |
| 1. | Bakken Bears | 12   | 6 | 6 | 0 | 485 | 398 | +87  |
| 2. | ČEZ Nymburk  | 10   | 6 | 4 | 2 | 543 | 375 | +168 |
| 3. | Šentjur      | 8    | 6 | 2 | 4 | 440 | 452 | -12  |
| 4. | Hibernia     | 6    | 6 | 0 | 6 | 345 | 588 | -243 |

#### Gruppo G
|    | Squadra           | P.ti | G | V | P | PF  | PS  | DP   |
| -- | ----------------- | ---- | - | - | - | --- | --- | ---- |
| 1. | Skyl. Francoforte | 12   | 6 | 6 | 0 | 444 | 385 | +59  |
| 2. | Krka Novo mesto   | 10   | 6 | 4 | 2 | 459 | 423 | +36  |
| 3. | Porto             | 8    | 6 | 2 | 4 | 431 | 426 | +5   |
| 4. | Leida             | 6    | 6 | 0 | 6 | 351 | 451 | -100 |

### Conference 2

#### Gruppo H
|    | Squadra            | P.ti | G | V | P | PF  | PS  | DP  |
| -- | ------------------ | ---- | - | - | - | --- | --- | --- |
| 1. | Mac. Rishon LeZion | 10   | 6 | 4 | 2 | 457 | 433 | +24 |
| 2. | Enisey Krasnojarsk | 10   | 6 | 4 | 2 | 463 | 452 | +11 |
| 3. | Akademik Sofia     | 10   | 6 | 4 | 2 | 458 | 465 | -7  |
| 4. | Kalev/Cramo        | 6    | 6 | 0 | 6 | 457 | 485 | -28 |

#### Gruppo I
|    | Squadra         | P.ti | G | V | P | PF  | PS  | DP  |
| -- | --------------- | ---- | - | - | - | --- | --- | --- |
| 1. | Ventspils       | 12   | 6 | 6 | 0 | 522 | 446 | +76 |
| 2. | Pieno žvaigždės | 9    | 6 | 3 | 3 | 483 | 495 | -12 |
| 3. | Turów Zgorzelec | 8    | 6 | 2 | 4 | 454 | 489 | -35 |
| 4. | Helios Domžale  | 7    | 6 | 1 | 5 | 429 | 458 | -29 |

#### Gruppo J
|    | Squadra      | P.ti | G | V | P | PF  | PS  | DP   |
| -- | ------------ | ---- | - | - | - | --- | --- | ---- |
| 1. | Türk Telekom | 12   | 6 | 6 | 0 | 555 | 424 | +131 |
| 2. | Rosa Radom   | 10   | 6 | 4 | 2 | 505 | 445 | +60  |
| 3. | Kumanovo     | 7    | 6 | 1 | 5 | 464 | 516 | -52  |
| 4. | KTP-Basket   | 7    | 6 | 1 | 5 | 428 | 567 | -139 |

#### Gruppo K
|    | Squadra           | P.ti | G | V | P | PF  | PS  | DP  |
| -- | ----------------- | ---- | - | - | - | --- | --- | --- |
| 1. | Energia Târgu Jiu | 11   | 6 | 5 | 1 | 495 | 448 | +47 |
| 2. | AEK Larnaca       | 9    | 6 | 3 | 3 | 498 | 462 | +36 |
| 3. | Astana            | 8    | 6 | 2 | 4 | 458 | 498 | -40 |
| 4. | Pristina          | 8    | 6 | 2 | 4 | 445 | 488 | -43 |

#### Gruppo L
|    | Squadra        | P.ti | G | V | P | PF  | PS  | DP   |
| -- | -------------- | ---- | - | - | - | --- | --- | ---- |
| 1. | Chimik Južnyj  | 12   | 6 | 6 | 0 | 482 | 396 | +86  |
| 2. | Tartu Ülikooli | 9    | 6 | 3 | 3 | 417 | 412 | +5   |
| 3. | Juventus Utena | 9    | 6 | 3 | 3 | 484 | 437 | +47  |
| 4. | ETHA Engomis   | 6    | 6 | 0 | 6 | 377 | 515 | -138 |

#### Gruppo M
|    | Squadra          | P.ti | G | V | P | PF  | PS  | DP  |
| -- | ---------------- | ---- | - | - | - | --- | --- | --- |
| 1. | Gaziantep BŞB    | 10   | 6 | 4 | 2 | 466 | 396 | +70 |
| 2. | Śląsk Breslavia  | 10   | 6 | 4 | 2 | 448 | 462 | -14 |
| 3. | Šiauliai         | 9    | 6 | 3 | 3 | 508 | 489 | +19 |
| 4. | Inter Bratislava | 7    | 6 | 1 | 5 | 470 | 545 | -75 |

#### Gruppo N
|    | Squadra         | P.ti | G | V | P | PF  | PS  | DP  |
| -- | --------------- | ---- | - | - | - | --- | --- | --- |
| 1. | Cmoki Minsk     | 11   | 6 | 5 | 1 | 548 | 486 | +62 |
| 2. | Joensuun Kataja | 10   | 6 | 4 | 2 | 519 | 486 | +33 |
| 3. | Rilski Sportist | 8    | 6 | 2 | 4 | 502 | 537 | -35 |
| 4. | Komárno         | 7    | 6 | 1 | 5 | 460 | 520 | -60 |

## Round of 32
Vi hanno preso parte le 32 squadre che hanno superato la Regular Season.
Le 32 formazioni sono state suddivise in 8 raggruppamenti da 4 squadre ciascuno. Si sono qualificate agli ottavi di finale le prime due classificate di ogni girone.
| Qualificata agli Ottavi di finale |
| Eliminata                         |

### Gruppo O
|    | Squadra            | P.ti | G | V | P | PF  | PS  | DP  |
| -- | ------------------ | ---- | - | - | - | --- | --- | --- |
| 1. | ASVEL              | 11   | 6 | 5 | 1 | 474 | 407 | +67 |
| 2. | Mac. Rishon LeZion | 10   | 6 | 4 | 2 | 502 | 462 | +40 |
| 3. | Krka Novo mesto    | 8    | 6 | 2 | 4 | 409 | 469 | -60 |
| 4. | Joensuun Kataja    | 7    | 6 | 1 | 5 | 472 | 519 | -47 |

### Gruppo P
|    | Squadra        | P.ti | G | V | P | PF  | PS  | DP  |
| -- | -------------- | ---- | - | - | - | --- | --- | --- |
| 1. | Ventspils      | 10   | 6 | 4 | 2 | 457 | 448 | +9  |
| 2. | Anversa Giants | 10   | 6 | 4 | 2 | 463 | 474 | -11 |
| 3. | ČEZ Nymburk    | 9    | 6 | 3 | 3 | 467 | 428 | +39 |
| 4. | Akademik Sofia | 7    | 6 | 1 | 5 | 421 | 458 | -37 |

### Gruppo Q
|    | Squadra         | P.ti | G | V | P | PF  | PS  | DP   |
| -- | --------------- | ---- | - | - | - | --- | --- | ---- |
| 1. | Türk Telekom    | 11   | 6 | 5 | 1 | 525 | 419 | +106 |
| 2. | Ostenda         | 11   | 6 | 5 | 1 | 489 | 435 | +54  |
| 3. | Borås Basket    | 8    | 6 | 2 | 4 | 478 | 545 | -67  |
| 4. | Śląsk Breslavia | 6    | 6 | 0 | 6 | 399 | 492 | -93  |

### Gruppo R
|    | Squadra            | P.ti | G | V | P | PF  | PS  | DP  |
| -- | ------------------ | ---- | - | - | - | --- | --- | --- |
| 1. | Élan Chalon        | 11   | 6 | 5 | 1 | 540 | 493 | +47 |
| 2. | Enisey Krasnojarsk | 9    | 6 | 3 | 3 | 534 | 518 | +16 |
| 3. | Pall. Cantù        | 9    | 6 | 3 | 3 | 525 | 524 | +1  |
| 4. | Tartu Ülikooli     | 7    | 6 | 1 | 5 | 444 | 508 | -64 |

### Gruppo S
|    | Squadra           | P.ti | G | V | P | PF  | PS  | DP  |
| -- | ----------------- | ---- | - | - | - | --- | --- | --- |
| 1. | Energia Târgu Jiu | 9    | 6 | 3 | 3 | 509 | 498 | +11 |
| 2. | Cibona Zagabria   | 9    | 6 | 3 | 3 | 550 | 552 | -2  |
| 3. | Pieno žvaigždės   | 9    | 6 | 3 | 3 | 536 | 539 | -3  |
| 4. | Le Havre          | 9    | 6 | 3 | 3 | 516 | 522 | -6  |

### Gruppo T
|    | Squadra        | P.ti | G | V | P | PF  | PS  | DP  |
| -- | -------------- | ---- | - | - | - | --- | --- | --- |
| 1. | Juventus Utena | 10   | 6 | 4 | 2 | 494 | 430 | +64 |
| 2. | Chimik Južnyj  | 10   | 6 | 4 | 2 | 449 | 424 | +25 |
| 3. | Mons-Hainaut   | 9    | 6 | 3 | 3 | 469 | 461 | +8  |
| 4. | Bakken Bears   | 7    | 6 | 1 | 5 | 414 | 511 | -97 |

### Gruppo U
|    | Squadra           | P.ti | G | V | P | PF  | PS  | DP   |
| -- | ----------------- | ---- | - | - | - | --- | --- | ---- |
| 1. | Skyl. Francoforte | 12   | 6 | 6 | 0 | 518 | 409 | +109 |
| 2. | Gaziantep BŞB     | 9    | 6 | 3 | 3 | 440 | 427 | +13  |
| 3. | Södertälje        | 8    | 6 | 2 | 4 | 442 | 496 | -54  |
| 4. | Rosa Radom        | 7    | 6 | 1 | 5 | 409 | 477 | -68  |

### Gruppo V
|    | Squadra         | P.ti | G | V | P | PF  | PS  | DP  |
| -- | --------------- | ---- | - | - | - | --- | --- | --- |
| 1. | Pall. Varese    | 11   | 6 | 5 | 1 | 480 | 436 | +44 |
| 2. | AEK Larnaca     | 9    | 6 | 3 | 3 | 422 | 416 | +6  |
| 3. | Cmoki Minsk     | 9    | 6 | 3 | 3 | 486 | 488 | -2  |
| 4. | Güssing Knights | 7    | 6 | 1 | 5 | 427 | 475 | -48 |

## Ottavi di finale

### Squadre qualificate
| Gruppo | Prima classificata | Seconda classificata |
| ------ | ------------------ | -------------------- |
| O      | ASVEL              | Mac. Rishon LeZion   |
| P      | Ventspils          | Anversa Giants       |
| Q      | Türk Telekom       | Ostenda              |
| R      | Élan Chalon        | Enisey Krasnojarsk   |
| S      | Energia Târgu Jiu  | Cibona Zagabria      |
| T      | Juventus Utena     | Chimik Južnyj        |
| U      | Skyl. Francoforte  | Gaziantep BŞB        |
| V      | Pall. Varese       | AEK Larnaca          |

| Squadra 1         | Totale | Squadra 2          | Gara 1 | Gara 2 | Gara 3 |
| ----------------- | ------ | ------------------ | ------ | ------ | ------ |
| ASVEL             | 0 - 2  | Anversa Giants     | 67-74  | 78-88  |        |
| Ventspils         | 0 - 2  | Mac. Rishon LeZion | 73-75  | 85-93  |        |
| Türk Telekom      | 0 - 2  | Enisey Krasnojarsk | 95-96  | 68-75  |        |
| Élan Chalon       | 2 - 1  | Ostenda            | 84-71  | 80-91  | 104-91 |
| Energia Târgu Jiu | 1 - 2  | Chimik Južnyj      | 77-71  | 60-71  | 77-84  |
| Juventus Utena    | 0 - 2  | Cibona Zagabria    | 78-83  | 84-87  |        |
| Skyl. Francoforte | 2 - 0  | AEK Larnaca        | 83-60  | 56-44  |        |
| Pall. Varese      | 2 - 1  | Gaziantep BŞB      | 82-81  | 60-76  | 74-71  |

## Quarti di finale
| Squadra 1          | Totale | Squadra 2          | Gara 1 | Gara 2 | Gara 3 |
| ------------------ | ------ | ------------------ | ------ | ------ | ------ |
| Enisey Krasnojarsk | 2 - 1  | Cibona Zagabria    | 94-92  | 69-77  | 82-78  |
| Élan Chalon        | 2 - 0  | Chimik Južnyj      | 115-94 | 83-79  |        |
| Skyl. Francoforte  | 2 - 1  | Mac. Rishon LeZion | 92-57  | 84-88  | 91-75  |
| Pall. Varese       | 2 - 1  | Anversa Giants     | 92-81  | 82-93  | 105-93 |

## Final Four
Si è tenuta a Chalon-sur-Saône dal 29 aprile al 1º maggio 2016.

## Arena
| Chalon-sur-Saône      | Chalon-sur-Saône (Europa) |
| Le Colisée            | Chalon-sur-Saône (Europa) |
| Posti a sedere: 5.000 | Chalon-sur-Saône (Europa) |
|                       | Chalon-sur-Saône (Europa) |

## Tabellone
|  | Semifinali         | Semifinali         | Semifinali        |                   |              | Finale             | Finale             | Finale          |  |
|  |                    |                    |                   |                   |              |                    |                    |                 |  |
|  | Pall. Varese       | Pall. Varese       | 91                |                   |              |                    |                    |                 |  |
|  | Pall. Varese       | Pall. Varese       | 91                |                   |              |                    |                    |                 |  |
|  | Élan Chalon        | Élan Chalon        | 82                |                   |              |                    |                    |                 |  |
|  | Élan Chalon        | Élan Chalon        | 82                |                   | Pall. Varese | Pall. Varese       | 62                 |                 |  |
|  |                    |                    |                   |                   | Pall. Varese | Pall. Varese       | 62                 |                 |  |
|  |                    |                    | Skyl. Francoforte | Skyl. Francoforte | 66           |                    |                    |                 |  |
|  | Skyl. Francoforte  | Skyl. Francoforte  | Skyl. Francoforte | Skyl. Francoforte | 66           | 59                 |                    |                 |  |
|  | Skyl. Francoforte  | Skyl. Francoforte  |                   |                   |              | 59                 |                    |                 |  |
|  | Enisey Krasnojarsk | Enisey Krasnojarsk | 56                |                   |              | Finale 3º posto    | Finale 3º posto    | Finale 3º posto |  |
|  | Enisey Krasnojarsk | Enisey Krasnojarsk | 56                |                   |              |                    |                    |                 |  |
|  |                    |                    |                   |                   |              |                    |                    |                 |  |
|  |                    |                    |                   |                   |              | Élan Chalon        | Élan Chalon        | 103             |  |
|  |                    |                    |                   |                   |              | Élan Chalon        | Élan Chalon        | 103             |  |
|  |                    |                    |                   |                   |              | Enisey Krasnojarsk | Enisey Krasnojarsk | 72              |  |

### Finale
| Arbitri: | Emin Moğulkoç Janusz Calik Martin Horozov |

|                             |            |                                       |
| Wright 19 Wayns 16 Kangur 7 | Punti      | 15 Robertson 13 Theodore 12 Voigtmann |
| Cavaliero 4                 | Assist     | 4 Robertson                           |
| Davies 7                    | Rimbalzi   | 8 Morrison                            |
| Paolo Moretti               | Allenatori | Gordon Herbert                        |

| Quintetto titolare | Quintetto titolare | Quintetto titolare   | Pt   | Rim  | Ass  |
| ------------------ | ------------------ | -------------------- | ---- | ---- | ---- |
| P                  | 11                 | Chris Wright         | 19   | 2    | 3    |
| G                  | 2                  | Maalik Wayns         | 16   | 5    | 0    |
| AP                 | 30                 | Rihards Kuksiks      | 6    | 6    | 1    |
| AG                 | 14                 | Kristjan Kangur      | 7    | 5    | 2    |
| C                  | 0                  | Brandon Davies       | 3    | 7    | 3    |
| Panchina:          |                    |                      |      |      |      |
| G                  | 10                 | Daniele Cavaliero    | 3    | 4    | 4    |
| AC                 | 12                 | Luca Campani         | 6    | 4    | 0    |
| A                  | 21                 | Giancarlo Ferrero    | 2    | 0    | 0    |
| A                  | 23                 | Umberto Pietrini     | n.e. | n.e. | n.e. |
| P                  | 15                 | Manuel Rossi         | n.e. | n.e. | n.e. |
| P                  | 6                  | Ovidijus Varanauskas | n.e. | n.e. | n.e. |
| G                  | 7                  | Filippo Testa        | n.e. | n.e. | n.e. |
| Allenatore:        |                    |                      |      |      |      |
| Paolo Moretti      |                    |                      |      |      |      |

| Varese |  | Francoforte |

| Varese        | Statistiche        | Skyliners     |
| ------------- | ------------------ | ------------- |
|               | Statistiche        |               |
| 12/21 (57.1%) | Tiro da 2          | 15/37 (40.5%) |
| 9/30 (30%)    | Tiro da 3          | 9/26 (34.6%)  |
| 11/17 (64.7%) | Tiri liberi        | 9/15 (60%)    |
| 7             | Rimbalzi offensivi | 13            |
| 28            | Rimbalzi difensivi | 24            |
| 35            | Rimbalzi totali    | 37            |
| 13            | Assist             | 14            |
| 16            | Palle perse        | 12            |
| 5             | Palle rubate       | 6             |
| 2             | Stoppate           | 3             |
| 19            | Falli              | 21            |

| Quintetto titolare | Quintetto titolare | Quintetto titolare | Pt   | Rim  | Ass  |
| ------------------ | ------------------ | ------------------ | ---- | ---- | ---- |
| P                  | 25                 | Jordan Theodore    | 13   | 2    | 2    |
| G                  | 23                 | Quantez Robertson  | 15   | 5    | 4    |
| A                  | 42                 | Aaron Doornekamp   | 5    | 1    | 1    |
| AG                 | 21                 | Danilo Barthel     | 9    | 6    | 2    |
| C                  | 17                 | Johannes Voigtmann | 12   | 6    | 1    |
| Panchina:          |                    |                    |      |      |      |
| P                  | 7                  | Konstantin Klein   | 0    | 0    | 2    |
| P                  | 9                  | John Little        | 0    | 3    | 0    |
| C                  | 24                 | Mike Morrison      | 6    | 8    | 0    |
| A                  | 30                 | Philip Scrubb      | 6    | 3    | 2    |
| P                  | 10                 | Max Merz           | n.e. | n.e. | n.e. |
| AC                 | 22                 | Johannes Richter   | n.e. | n.e. | n.e. |
| Allenatore:        |                    |                    |      |      |      |
| Gordon Herbert     |                    |                    |      |      |      |

| Fiba Europe Cup 2015-2016     |
| ----------------------------- |
| Skyliners Frankfurt 1º titolo |

## Squadra vincitrice
| N° | Naz.                   | Ruolo | Sportivo           |  | Alt. |  |
| -- | ---------------------- | ----- | ------------------ |  | ---- |  |
| 7  | Germania (bandiera)    | P     | Konstantin Klein   |  | 185  |  |
| 9  | Stati Uniti (bandiera) | G     | John Little        |  | 182  |  |
| 10 | Germania (bandiera)    | P     | Max Merz           |  | 183  |  |
| 17 | Germania (bandiera)    | C     | Johannes Voigtmann |  | 211  |  |
| 21 | Germania (bandiera)    | AG    | Danilo Barthel     |  | 207  |  |
| 22 | Germania (bandiera)    | AG    | Johannes Richter   |  | 206  |  |
| 23 | Stati Uniti (bandiera) | G     | Quantez Robertson  |  | 188  |  |
| 24 | Stati Uniti (bandiera) | C     | Mike Morrison      |  | 206  |  |
| 25 | Stati Uniti (bandiera) | P     | Jordan Theodore    |  | 182  |  |
| 30 | Regno Unito (bandiera) | G     | Philip Scrubb      |  | 191  |  |
| 33 | Lituania (bandiera)    | G     | Tomas Dimša        |  | 195  |  |
| 42 | Paesi Bassi (bandiera) | AG    | Aaron Doornekamp   |  | 201  |  |
|    | Canada (bandiera)      | All.  | Gordon Herbert     |  |      |  |

## Final Four MVP
| Pos. | Player            | Team                | Rif.  |
| ---- | ----------------- | ------------------- | ----- |
| G    | Quantez Robertson | Skyliners Frankfurt | [ 5 ] |

### Quintetto
| Pos. | Player        | Team                  | Rif.  |
| ---- | ------------- | --------------------- | ----- |
| P    | Chris Wright  | Pallacanestro Varese  | [ 6 ] |
| G    | Kwame Vaughn  | RC Antwerp            | [ 6 ] |
| AP   | D.J. Kennedy  | Enisey                | [ 6 ] |
| AG   | Darryl Monroe | Maccabi Rishon LeZion | [ 6 ] |
| C    | Ante Žižić    | Cibona                | [ 6 ] |